# Daniel Elahi Galán
Daniel Elahi Galán Riveros (Bucaramanga; 18 de junio de 1996) es un tenista profesional colombiano. Ganador de cuatro ATP Challenger. Sus logros más destacados son llegar a tercera ronda de Roland Garros de 2020 (donde cayó ante al número 1 del momento, Novak Djokovic), de Wimbledon de 2022 y del Abierto de Estados Unidos 2022 (en primera ronda ganó al 5° clasificado de la ATP Stefanos Tsitsipas con un marcador de 6-0 6-1 3-6 7-5, convirtiéndose en la mejor victoria de su carrera). Galán también ha ganado a jugadores como Álex de Miñaur, John Isner, Steve Johnson, entre otros. Es el primer colombiano en clasificar a octavos de final de Wimbledon, consiguiéndolo en 2023, siendo este el logro más destacado en su carrera.

## Biografía
Nació en Bucaramanga, sus padres son Santos Galán y Doris Riveros.  Nació en una familia ligada al deporte. Hecho a mencionar de Daniel Galán es su alimentación vegetariana.

## Carrera

### 2015
Galán hizo su debut en el cuadro principal del ATP en el Claro Open 2015, donde le dieron una invitación (WildCard). Derrotó a Pere Riba en la primera ronda.

### 2018
En 2018, como representante de Colombia en la disputa ante Brasil por el Grupo I de la Zona Americana de la Copa Davis celebrada en el Parque Distrital de Raquetas de Barranquilla, Daniel Galán derrotó a Guilherme Clezar el 6 de abril, y al número uno de Brasil, Thiago Monteiro, el 7 de abril. Colombia venció 3-2 a Brasil y clasificó al repechaje del Grupo Mundial de la Copa.
Ganó en julio de 2018 su primer torneo del ATP Challenger Tour en San Benedetto (Italia), superando en la final al español Sergio Gutiérrez Ferrol. 

### 2020
Clasificó a la primera ronda del Abierto de Australia  2020, en donde cayó en 5 sets ante el tenista chileno Alejandro Tabilo.
En octubre de 2020 clasifica a la tercera ronda de Roland Garros, al vencer a Tennys Sandgren y Cameron Norrie en las rondas posteriores, pero finalmente se enfrenta al primer preclasificado y 21 veces ganador de Grand Slam: Novak Djokovic, quien lo vence en sets corridos.
En noviembre de 2020 logró el ATP Challenger Tour de Lima en Perú, superando en la final al argentino Thiago Agustín Tirante.

### 2021
En marzo de 2021 ganó el primer partido de un cuadro principal en un Masters 1000.

### 2022
El 23 de enero de 2022 gana su tercer título Challenger, en Concepción, derrotando en la final a Santiago Rodríguez Taverna por 6-1, 3-6, 6-3.
El 17 de abril gana el Challenger de Sarasota 2022 ante Steve Johnson.
Participa de Wimbledon venciendo a Dominik Koepfer en 3 sets, a Roberto Bautista Agut por walkover y cayendo contra Brandon Nakashima en sets corridos.
El 22 de julio ingresa por primera vez al top 100 del ranking de la ATP. De esta forma, es el octavo tenista colombiano en alcanzar dicho logro.
En agosto gana la fase clasificatoria del Abierto de Estados Unidos y derrota a Tsitsipas en primera ronda, a Thompson en segunda, antes de caer en la tercera ante el español Alejandro Davidovich.

### 2023
En Wimbledon avanza hasta cuarta ronda, alcanzando el puesto 56 en el rankink de la ATP el 17 de julio de 2023.

## Títulos ATP Challenger (6; 6+0)

### Individuales (5)
| N.° | Fecha                   | Torneo                       | Superficie    | Oponente en la final       | Resultado        |
| --- | ----------------------- | ---------------------------- | ------------- | -------------------------- | ---------------- |
| 1.  | 22 de julio de 2018     | Challenger de San Benedetto  | Tierra batida | Sergio Gutiérrez Ferrol    | 6-2, 3-6, 6-2    |
| 2.  | 29 de noviembre de 2020 | Challenger de Lima           | Tierra batida | Thiago Agustín Tirante     | 6-1, 3-6, 6-3    |
| 3.  | 23 de enero de 2022     | Challenger de Concepción     | Tierra batida | Santiago Rodríguez Taverna | 6-1, 3-6, 6-3    |
| 4.  | 17 de abril de 2022     | Challenger de Sarasota       | Tierra batida | Steve Johnson              | 7-6(7), 4-6, 6-1 |
| 5.  | 26 de enero de 2025     | Challenger de Punta del Este | Tierra batida | Tomás Barrios Vera         | 5-7, 6-4, 6-4    |

|6.
|16 de marzo de 2025
| Challenger de Santiago
|Tierra batida
| [[Thiago Monteiro|Thiago Monteiro]
|7-5 6-3
|}

## Participaciones en Grand Slam
| Torneo                      | 2019         | 2020         | 2021 | 2022         | 2023         | G-P   | Títulos |
| --------------------------- | ------------ | ------------ | ---- | ------------ | ------------ | ----- | ------- |
| Torneos de Grand Slam       |              |              |      |              |              |       |         |
| Abierto de Australia        | A            | 1R           | A    | A            | 1R           | 0-2   | 0       |
| Roland Garros               | A            | 3R           | 1R   | A            | 1R           | 2-3   | 0       |
| Wimbledon                   | A            | NC           | 2R   | 3R           | 4R           | 6-3   | 0       |
| Abierto de Estados Unidos   | A            | A            | A    | 3R           | 1R           | 2-2   | 0       |
| Ganado-Perdido              | 0-0          | 2-2          | 1-2  | 4-2          | 3-4          | 10-10 | 0       |
| Juegos Olímpicos            |              |              |      |              |              |       |         |
| Juegos Olímpicos            | No Celebrado | No Celebrado | A    | No celebrado | No celebrado | 0-0   | 0       |
| ATP World Tour Masters 1000 |              |              |      |              |              |       |         |
| Indian Wells                | A            | A            | 1R   | A            | 1R           | 0-1   | 0       |
| Miami                       | A            | A            | 3R   | 2R           | 1R           | 3-2   | 0       |
| Montecarlo                  | A            | A            | A    | A            | A            | 0-0   | 0       |
| Madrid                      | A            | A            | A    | A            | 1R           | 0-0   | 0       |
| Roma                        | A            | A            | A    | A            | 1Q           | 0-0   | 0       |
| Canadá                      | A            | A            | A    | A            |              | 0-0   | 0       |
| Cincinnati                  | A            | A            | A    | A            |              | 0-0   | 0       |
| Shanghái                    | A            | A            | A    | A            |              | 0-0   | 0       |
| París                       | A            | A            | A    | A            |              | 0-0   | 0       |
| Ganado-Perdido              | 0-0          | 0-0          | 2-2  | 1-1          |              | 3-3   | 0       |

## Victorias sobre top 30
| N.° | Fecha                   | Torneo                         | Oponente           | Top |
| --- | ----------------------- | ------------------------------ | ------------------ | --- |
| 1.  | 27 de marzo de 2021     | Masters de Miami 2021          | Álex de Miñaur     | 23  |
| 2.  | 28 de noviembre de 2021 | Copa Davis 2020-21             | John Isner         | 24  |
| 3.  | 29 de agosto de 2022    | Abierto de Estados Unidos 2022 | Stefanos Tsitsipas | 5   |
| 4.  | 3 de julio de 2023      | Campeonato de Wimbledon 2023   | Yoshihito Nishioka | 27  |